# Westendorf (Augsbourg)
Pour les articles homonymes, voir Westendorf.
Westendorf est une commune allemande de Bavière située dans l'arrondissement d'Augsbourg et le district de Souabe.

## Géographie

Situation de Westendorf dans l'arrondissement d'Augsbourg

Westendorf est située sur la rive gauche de la Schmutter, à 23,5 km au nord d'Augsbourg. La commune fait partie de la communauté d'administration de Nordendorf.
Communes limitrophes (en commençant par le nord et dans le sens des aiguilles d'une montre) : Nordendorf, Ellgau, Thierhaupten, Meitingen et Kühlenthal.

## Histoire
La première mention écrite de Westendorf date de 1186 où est signalée une grande ferme appartenant à l'évêché d'Augsbourg. le village est resté dans cette situation jusqu'au Recès d'Empire de 1803 et à son incorporation dans le nouveau royaume de Bavière.
En 1818, Westendorf est érigé en commune et rejoint l'arrondissement de Wertingen jusqu'à la disparition de ce dernier en 1972.
Après la Seconde Guerre mondiale, de nombreux expulsés de Bohême et de Silésie se sont installés dans le village.

## Démographie
| 1840 | 1871 | 1900 | 1925 | 1939 | 1950 | 1961 | 1970  | 1987  |
| ---- | ---- | ---- | ---- | ---- | ---- | ---- | ----- | ----- |
| 464  | 481  | 466  | 501  | 529  | 910  | 981  | 1 135 | 1 122 |

| 2000  | 2005  | 2009  | - | - | - | - | - | - |
| ----- | ----- | ----- | - | - | - | - | - | - |
| 1 474 | 1 492 | 1 483 | - | - | - | - | - | - |